# Hans Karl von Königsmarck

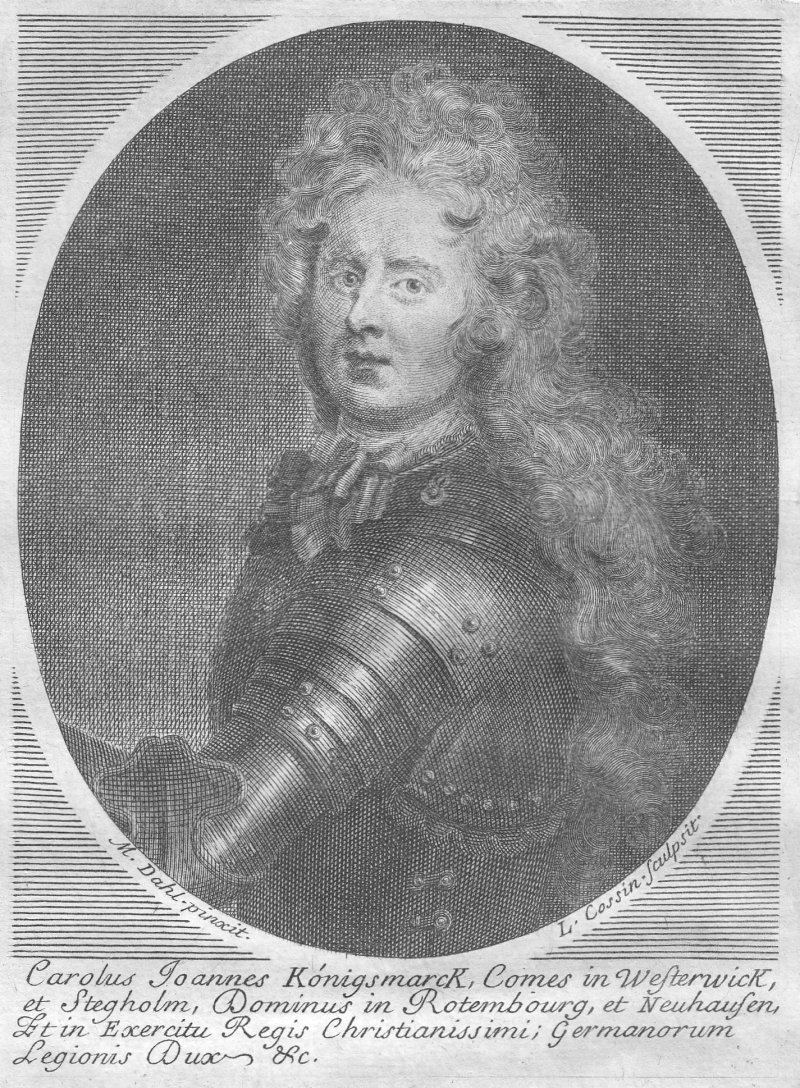
Zeitgenössischer Kupferstich, Porträt Hans Karl von Königsmarck

Hans Karl Graf von Königsmarck, auch Karl Johann, (* 5. Maijul. / 15. Mai 1659greg. in Nyborg auf Fünen; † 28. August 1686 vor Nauplia di Romania, heute Nafplion) war ein deutsch-schwedischer Offizier, protestantischer Ritter des Malteserordens und Abenteurer aus dem altmärkischen Adelsgeschlecht Königsmarck.

## Leben
Hans Karl von Königsmarck war der älteste Sohn des Grafen Kurt Christoph von Königsmarck (1634–1673) und Maria Christine von Wrangel (1638–1691). Er wurde 1659 während dessen dänischer Gefangenschaft auf Fünen geboren.
Er wurde zuerst in Hamburg erzogen, blieb dann bis 1674 bei der Mutter in Stade und machte, als diese nach Stockholm übersiedelte, die Grand Tour mit seinem Hofmeister Walther.
Als 1675 Schweden dem Großen Kurfürsten den Krieg erklärte, versagte seine Mutter dem 16-jährigen Jüngling den Eintritt in das Heer.
Dafür ging er nach Malta und kämpfte in den Reihen des Ordens. Er wurde zum Malteserritter geschlagen, trotz seines Protestantismus und obwohl er der Enkel von Hans Christoph von Königsmarck war, einem der größten Protestantenhelden des Dreißigjährigen Krieges. Dann folgten wieder Reisen durch den ganzen Süden Europas.
Theodor Fontane schreibt in seinen Wanderungen durch die Mark Brandenburg: »Ein französischer Schriftsteller sagt: „Man kann an der Größe dieser Belohnung ermessen, welche Dienste der jugendliche Königsmarck dem Orden geleistet haben mußte.“« Später, in französischen Diensten, lehnte Königsmarck es gegenüber Ludwig XIV. „trotz glänzendster Anerbietungen“ (Fontane) ab, ein Kommando gegen die Hugenotten zu führen und zum Katholizismus überzutreten.
An den Hof Karls II. von England mit einer schwedischen Mission geschickt, erbot er sich als Malteser zur Teilnahme an dem geplanten Zug nach Tanger, wo die christliche Besatzung durch die Mauren hart bedrängt war, und ging dann auf eigene Faust über Spanien dorthin, wirkte bei einem siegreichen Ausfall und den Kämpfen mit, welche die Aufgebung der Belagerung zur Folge hatten, und kehrte mit der nun ankommenden und gegen Korsaren kreuzenden englischen Flotte als Günstling Karls II. nach England zurück.
In den Niederlanden lernte er die junge Elizabeth Percy kennen, die gerade vor ihrem Ehemann Thomas Thynne geflohen war. Königsmarck stiftete drei Attentäter an, die Thynne am Abend des 12. Februar 1682 ermordeten. Die Mörder konnten am nächsten Tag verhaftet werden. Vor Gericht wurde Königsmarck als Auftraggeber des Mordes genannt, doch während die drei Attentäter verurteilt und am 10. März 1682 gehängt wurden, wurde der Graf freigesprochen, musste jedoch England verlassen.
Am 10. August 1680 wurde er in französischen Diensten Mestre de camp und Regimentsinhaber des  Régiment de Königsmarck – diese Stelle hatte er bis 1685 inne. Er diente danach in Morea unter seinem Onkel Otto Wilhelm als „Volonteur“. Mit Auszeichnung focht er hier im Mai 1686 bei Navarino und Modon. Während der blutigen Eroberung von Nauplia di Romania erlag er am 28. August 1686 einem „hitzigen Fieber“. Seine Leiche wurde mit der seines Onkels Otto Wilhelm 1690 nach Stade überführt, dort am 19. Januarjul. / 29. Januar 1691greg. feierlich im Erbbegräbnis beigesetzt und erlitt dann dieselbe vandalische Behandlung wie die seines Großvaters Hans Christoph von Königsmarck.